# ديبرا بيرلنغيم
ديبرا بيرلنغيم (بالإنجليزية: Deborah Burlingame)‏ هي صحفية ومحامية ومضيفة طيران أمريكية، ولدت في 1954 في سانت بول في الولايات المتحدة.